# Ниссани, Рой
Рой Ниссани (ивр. רוי ניסני‎, фр. Roy Nissany, род. 30 ноября 1994 года, Тель-Авив, Израиль) — франко-израильский гонщик, пилот Формулы-2 (PHM Racing by Charouz) и тестовый пилот Формулы-1 в составе Williams. Сын израильского бизнесмена и гонщика Ханоха Ниссани.

## Спортивная карьера

### Картинг
Впервые заниматься картингом Ниссани начал в шесть лет. В 2004 году он занял четвертое место в Венгерском чемпионате по картингу, выступая за G-Kart Racing Team. Затем, с 2007 года, Рой выступал в итальянских картинговых чемпионатах.

### Юниорские чемпионаты
В 2010 году он начал свою гоночную карьеру в чемпионате Формула-Листа, где добился лучшего 8-го места, а также занял один поул-позишн в Монце.
В 2011 году он участвовал в чемпионате ADAC Формула-Мастер за Mücke Motorsport и закончил сезон одиннадцатым. В сезоне 2012 Ниссани улучшил свои результаты, победив в гонке на Ред Булл Ринг и заняв 9-е место в общем зачете.

### Формула-3
Ниссани продолжил сотрудничество с Mücke Motorsport и в Европейском чемпионате Формулы-3, в дебютном сезоне 2013 заработал 11 очков и занял 22-е место. В сезоне 2014 Ниссани заработал 26 очков и занял 17-е место. Лучшим его результатом в чемпионате стало 6-е место на Нюрнбургринге.

### Серии 3,5

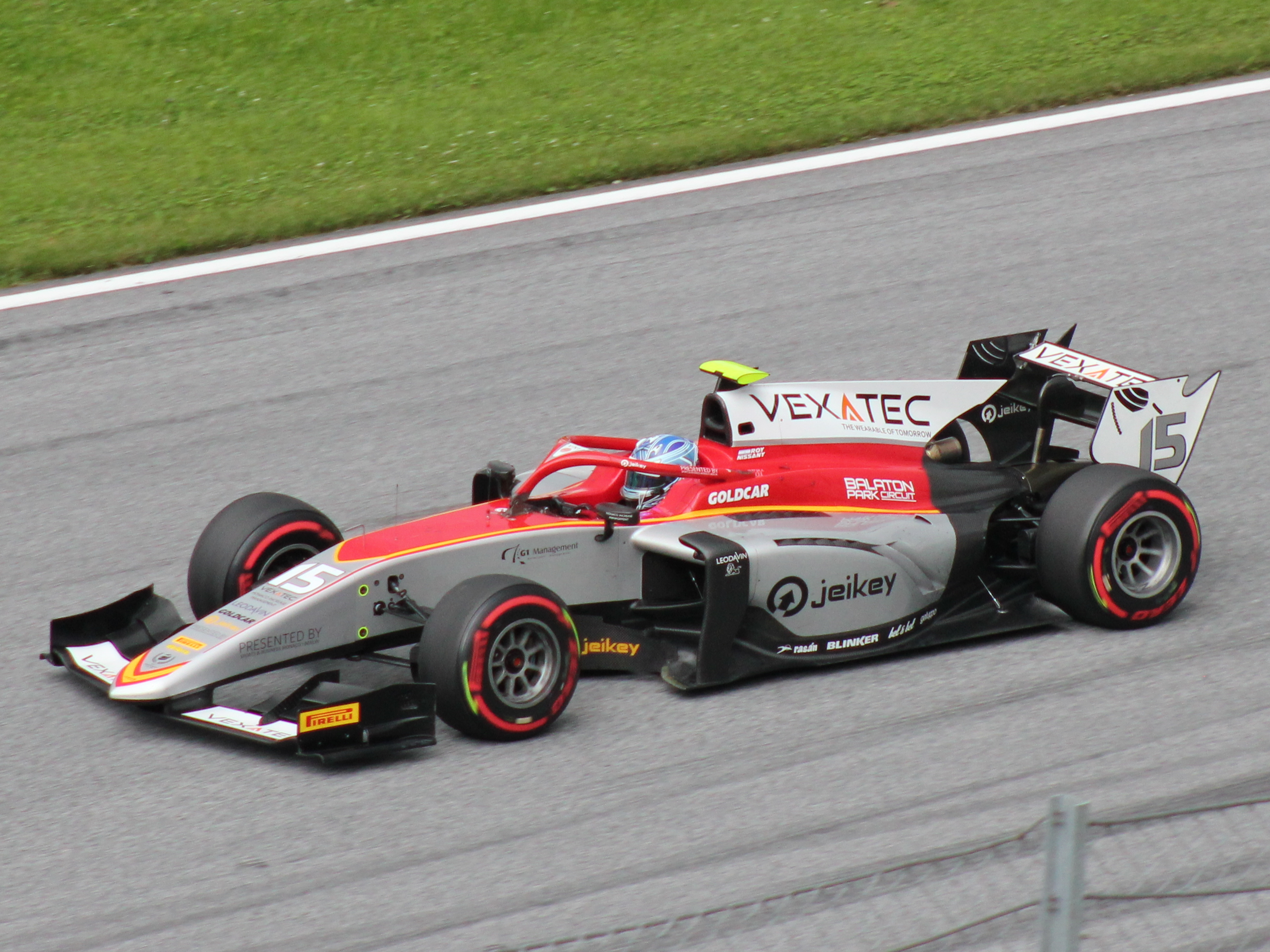
Болид Роя Ниссани № 15 (Формула-2)

В 2015 году Ниссани вошел в состав команды Tech 1 Racing, выступавшей в Формуле-Рено 3.5. В том сезоне гонщик занял один подиум (3-е место на Ред Булл Ринг) и закончил его на 13-м месте. В 2016 году Ниссани сменил команду, теперь он выступал в Формуле-V8 3.5 за Lotus. Рой занял четвертое место с 189 очками, тремя победами и поулами. В следующем году он опять сменил команду, присоединившись к штабу RP Motorsport. Набрав 201 очко, Ниссани занял пятое место.

### Формула-2
В 2018 году Ниссани принял участие в чемпионате ФИА Формулы-2. Выступая за Campos Vexatec Racing, но смог набрать лишь одно очко, тогда как его напарник Лука Гьотто набрал 94 очка и 4 раза встал на подиум. Ниссани был заменён Роберто Мери за две гонки до конца сезона.
Рой Ниссани пропустил весь сезон 2019 года из-за травмы, и вернулся в автоспорт в 2020 году, начав выступать в Формуле-2 за Trident. В течение сезон лишь дважды набрал очки (всего 5) и закончил сезон на 19-м месте. В 2021 году перешёл в команду DAMS. В первом спринте в Монако впервые в Формуле-2 заработал подиум, финишировав третьим. За сезон набрал 16 очков и занял 16-е место. В 2022 году продолжил выступать за DAMS. В сезоне 2022 года был близок к победе в основной гонке на Имоле, где лидировал большую часть заезда, но разбил автомобиль незадолго до финиша. Пропустил этап в Монце из-за перебора штрафных баллов. Всего за сезон набрал 20 очков и занял 19-е место. В 2023 году будет выступать за новую команду PHM Racing by Charouz.

### Формула-1
Ниссани в 2020 году назначен тестовым пилотом в команде Формулы-1 Williams. По контракту, Ниссани должен провести несколько пятничных свободных практик. В конце сезона принял участие в «молодёжных» тестах.
В 2021 году продолжил исполнять роль тестового пилота в Williams, принял участие в предсезонных тестах и в нескольких пятничных свободных заездах.

## Результаты выступлений

### Общая статистика
| Сезон | Соревнование                    | Команда               | Гонки           | Победы          | Поулы           | Лучшие круги    | Подиумы         | Очки            | Место           |
| ----- | ------------------------------- | --------------------- | --------------- | --------------- | --------------- | --------------- | --------------- | --------------- | --------------- |
| 2010  | Формула-Листа Юниор             | Daltec Racing         | 12              | 0               | 1               | 1               | 0               | 43              | 8               |
| 2011  | ADAC Формула-Мастер             | Mücke Motorsport      | 24              | 0               | 0               | 0               | 2               | 81              | 11              |
| 2012  | ADAC Формула-Мастер             | Mücke Motorsport      | 23              | 1               | 0               | 0               | 1               | 98              | 9               |
| 2013  | Европейский чемпионат Формулы-3 | Mücke Motorsport      | 30              | 0               | 0               | 0               | 0               | 11              | 22              |
| 2014  | Европейский чемпионат Формулы-3 | Mücke Motorsport      | 33              | 0               | 0               | 0               | 0               | 26              | 17              |
| 2015  | Формула-Рено 3,5                | Tech 1 Racing         | 17              | 0               | 0               | 0               | 1               | 27              | 13              |
| 2016  | Формула-V8 3.5                  | Lotus                 | 18              | 3               | 3               | 5               | 7               | 189             | 4               |
| 2017  | Формула-V8 3.5                  | RP Motorsport         | 18              | 1               | 0               | 2               | 6               | 201             | 5               |
| 2018  | Формула-2                       | Campos Vexatec Racing | 20              | 0               | 0               | 0               | 0               | 1               | 22              |
| 2020  | Формула-2                       | Trident               | 24              | 0               | 0               | 2               | 0               | 5               | 19              |
| 2020  | Формула-1                       | Williams Racing       | Тестовый гонщик | Тестовый гонщик | Тестовый гонщик | Тестовый гонщик | Тестовый гонщик | Тестовый гонщик | Тестовый гонщик |
| 2021  | Азиатский чемпионат Формулы-3   | Hitech Grand Prix     | 15              | 0               | 0               | 0               | 2               | 99              | 5               |
| 2021  | Формула-2                       | DAMS                  | 23              | 0               | 0               | 1               | 1               | 16              | 16              |
| 2021  | Формула-1                       | Williams Racing       | Тестовый гонщик | Тестовый гонщик | Тестовый гонщик | Тестовый гонщик | Тестовый гонщик | Тестовый гонщик | Тестовый гонщик |
| 2022  | Формула-2                       | DAMS                  | 26              | 0               | 0               | 0               | 0               | 20              | 19              |
| 2022  | Формула-1                       | Williams Racing       | Тестовый гонщик | Тестовый гонщик | Тестовый гонщик | Тестовый гонщик | Тестовый гонщик | Тестовый гонщик | Тестовый гонщик |
| 2023  | Формула-2                       | PHM Racing            | 2               | 0               | 0               | 0               | 0               | 0               | 15              |

### Формула-2
| Сезон | Команда              | 1           | 2           | 3            | 4            | 5             | 6            | 7             | 8            | 9           | 10            | 11           | 12           | 13            | 14           | 15         | 16          | 17         | 18         | 19           | 20          | 21          | 22          | 23          | 24          | 25      | 26      | 27        | 28         | Место | Очки |
| ----- | -------------------- | ----------- | ----------- | ------------ | ------------ | ------------- | ------------ | ------------- | ------------ | ----------- | ------------- | ------------ | ------------ | ------------- | ------------ | ---------- | ----------- | ---------- | ---------- | ------------ | ----------- | ----------- | ----------- | ----------- | ----------- | ------- | ------- | --------- | ---------- | ----- | ---- |
| 2018  | Campos Vexatec Racin | САХ ГОН 16  | САХ СПР 15  | БАК ГОН Сход | БАК СПР Сход | КАТ ГОН 12    | КАТ СПР 14   | МОН ГОН 12    | МОН СПР Сход | ЛЕК ГОН 15  | ЛЕК СПР 10    | РБР ГОН Сход | РБР СПР 17   | СИЛ ГОН 15    | СИЛ СПР 14   | ХУН ГОН 15 | ХУН СПР 15  | СПА ГОН 10 | СПА СПР 14 | МОН ГОН 16   | МОН СПР 15  | СОЧ ГОН     | СОЧ СПР     | ЯСМ ГОН     | ЯСМ СПР     |         |         |           |            | 22    | 1    |
| 2020  | Trident              | РБР1 ГОН 10 | РБР1 СПР 12 | РБР2 ГОН 15  | РБР2 СПР 18  | ХУН ГОН Сход  | ХУН СПР 17   | СИЛ1 ГОН Сход | СИЛ1 СПР 16  | СИЛ2 ГОН 18 | СИЛ2 СПР 15   | КАТ ГОН Сход | КАТ СПР 12   | СПА ГОН 8     | СПА СПР Сход | МОН ГОН 19 | МОН СПР 10  | МУД ГОН 15 | МУД СПР 10 | СОЧ ГОН Сход | СОЧ СПР 19  | САХ1 ГОН 15 | САХ1 СПР 9  | САХ2 ГОН 20 | САХ2 СПР 15 |         |         |           |            | 19    | 5    |
| 2021  | DAMS                 | БАХ СПР1 12 | БАХ СПР2 15 | БАХ ГОН Сход | МОН СПР1 3   | МОН СПР2 Сход | МОН ГОН 9    | БАК СПР1 16   | БАК СПР2 16  | БАК ГОН 16  | СИЛ СПР1 Сход | СИЛ СПР2 12  | СИЛ ГОН 16   | МНЦ СПР1 Сход | МНЦ СПР2 18  | МНЦ ГОН 8  | СОЧ СПР1 16 | СОЧ СПР2 О | СОЧ ГОН 15 | ДЖИ СПР1 13  | ДЖИ СПР2 11 | ДЖИ ГОН 15  | ЯСМ СПР1 14 | ЯСМ СПР2 17 | ЯСМ ГОН 13  |         |         |           |            | 16    | 16   |
| 2022  | DAMS                 | БАХ СПР 12  | БАХ ГОН 8   | ДЖИ СПР 9    | ДЖИ ГОН 8    | ИМО СПР 4     | ИМО ГОН Сход | БАР СПР 15    | БАР ГОН 10   | МОН СПР 9   | МОН ГОН Сход  | БАК СПР 10   | БАК ГОН Сход | СИЛ СПР 14    | СИЛ ГОН Сход | РБР СПР 13 | РБР ГОН 9   | ПОЛ СПР 16 | ПОЛ ГОН 9  | ХУН СПР 19   | ХУН ГОН 18  | СПА СПР 11  | СПА ГОН 19  | ЗАН СПР 15  | ЗАН ГОН 16  | МНЦ СПР | МНЦ ГОН | ЯСМ СПР 8 | ЯСМ ГОН 10 | 19    | 20   |

### Формула-1
| Сезон | Команда         | Шасси          | Двигатель                           | Ш | 1   | 2   | 3   | 4        | 5   | 6        | 7        | 8        | 9        | 10  | 11  | 12  | 13  | 14  | 15       | 16  | 17  | 18  | 19  | 20  | 21  | 22  | Место | Очки |
| ----- | --------------- | -------------- | ----------------------------------- | - | --- | --- | --- | -------- | --- | -------- | -------- | -------- | -------- | --- | --- | --- | --- | --- | -------- | --- | --- | --- | --- | --- | --- | --- | ----- | ---- |
| 2020  | Williams Racing | Williams FW43  | Mercedes M11 EQ Performance 1,6 V6T | P | АВТ | ШТИ | ВЕН | ВЕЛ      | 70Л | ИСП тест | БЕЛ      | ИТА тест | ТОС      | РОС | АЙФ | ПОР | ЭМИ | ТУР | БАХ тест | САХ | АБУ |     |     |     |     |     | —     | —    |
| 2021  | Williams Racing | Williams FW43B | Mercedes M11 EQ Performance 1,6 V6T | P | БАХ | ЭМИ | ПОР | ИСП тест | МОН | АЗЕ      | ФРА тест | ШТИ      | АВТ тест | ВЕЛ | ВЕН | БЕЛ | НИД | ИТА | РОС      | ТУР | США | МЕХ | САП | КАТ | САУ | АБУ | —     | —    |